# Лазарев, Александр Захарович
Александр Захарович Лазарев (1870—1951) — русский и советский врач-педиатр, доктор медицинских наук, профессор.

## Биография
Родился 3 июля (15 июля по новому стилю) 1870 года в городе Миргороде Полтавской губернии.
В 1893 году окончил медицинский факультет Императорского Киевского университета и работал ординатором Киевской детской лечебницы «Товарищества помощи бедным больным». Вступил в Киевское общество детских врачей, организованного по инициативе приват-доцента И. В. Троицкого, и в 1900 был избран секретарем общества. В 1901—1902 годах совершенствовался по педиатрии в Германии. Участвовал в Первой мировой войне.
В 1918 году Лазарев принимал участие в организации Киевского клинического института (впоследствии — Киевский институт усовершенствования врачей, КИУВ). С 1921 года являлся профессором кафедры педиатрии, а с 1930 года заведовал этой кафедрой КИУВ. В 1922 году был избран председателем Киевского общества детских врачей, в 1936 году стал его почетным председателем. В этом же году защитил диссертацию на ученую степень доктора медицинских наук. Одновременно с работой в КИУВ, с 1930 года работал заместителем директора по научной работе Украинского института охраны материнства и детства (ныне Институт педиатрии, акушерства и гинекологии НАМН Украины) и являлся научным руководителем детской клиники этого института.
После начала Великой Отечественной войны, А. З. Лазарев вместе с институтом был эвакуирован в Томск, работал профессором Томского медицинского института (ныне Сибирский государственный медицинский университет). После освобождения Украинской ССР, в 1944 году он вернулся в Киев и проложил свою научную деятельность.
Автор ряда научных трудов, включая монографии. Был членом редколлегии журнала «Педиатрия, акушерство и гинекология».
Заслуженный деятель науки и техники Украинской ССР (1941). Был награждён медалью «За доблестный труд в Великой Отечественной войне 1941—1945 гг.» и значком «Отличнику здравоохранения».
Умер 30 ноября 1951 года в Киеве. Был похоронен на городском Лукьяновское кладбище.